# Шо-ле-Пор
Шо-ле-Пор (фр. Chaux-lès-Port) — коммуна во Франции, находится в регионе Бургундия — Франш-Конте. Департамент — Верхняя Сона. Входит в состав кантона Пор-сюр-Сон. Округ коммуны — Везуль.
Код INSEE коммуны — 70146.

## География
Коммуна расположена приблизительно в 310 км к юго-востоку от Парижа, в 55 км севернее Безансона, в 14 км к северо-западу от Везуля.
Вдоль западной границы коммуны протекает река Сона.

## Население
Население коммуны на 2010 год составляло 140 человек.
| 1962 | 1968 | 1975 | 1982 | 1990 | 1999 | 2010 |
| ---- | ---- | ---- | ---- | ---- | ---- | ---- |
| 137  | 147  | 118  | 134  | 119  | 123  | 140  |

## Экономика

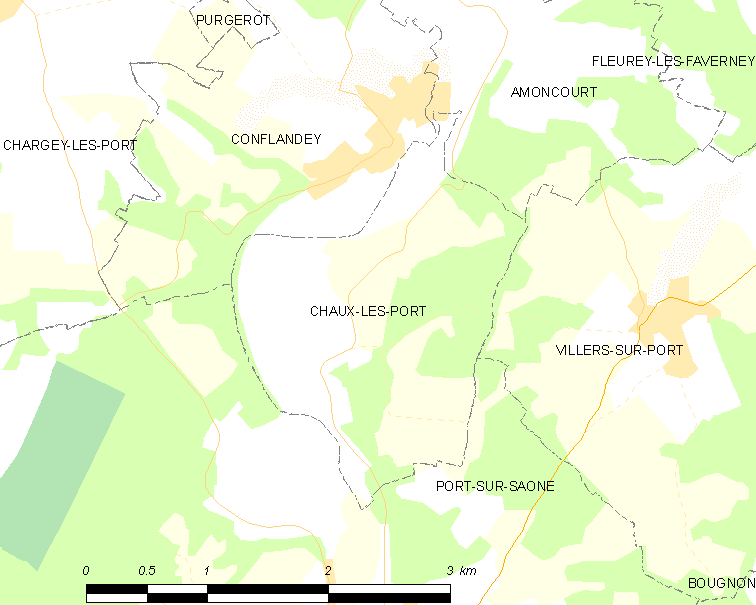
Карта коммуны

В 2010 году среди 108 человек трудоспособного возраста (15—64 лет) 88 были экономически активными, 20 — неактивными (показатель активности — 81,5 %, в 1999 году было 71,1 %). Из 88 активных жителей работали 80 человек (42 мужчины и 38 женщин), безработных было 8 (3 мужчины и 5 женщин). Среди 20 неактивных 4 человека были учениками или студентами, 14 — пенсионерами, 2 были неактивными по другим причинам.